# Lionel Booth
Lionel O. Booth (* 12. Juni 1914 in Dublin; † 31. Mai 1997 ebenda) war ein irischer Unternehmer und Politiker der Fianna Fáil, der von 1957 bis 1969 Teachta Dála (Abgeordneter) des Unterhauses (Dáil Éireann) war.

## Biografie
Booth studierte am Trinity College Dublin Rechtswissenschaften und wurde 1938 Solicitor. Während des Zweiten Weltkrieges (The Emergency) diente er in den Irischen Streitkräften.
Er war ab den 1950er Jahren Mitglied im Dublin County Council und in der Dún Laoghaire Corporation. Er versuchte erstmals bei den Wahlen 1954 ohne Erfolg, für den Wahlkreis Dún Laoghaire and Rathdown in den Dáil einzuziehen. Bei den Wahlen 1957 gelang es ihm dann, einen Sitz zu erringen. Diesen Sitz konnte er bei den Wahlen 1961 und 1965 verteidigen. Bei den nachfolgenden Wahlen trat er nicht mehr an.